# 刈込池
刈込池（かりこみいけ）は、福井県大野市上打波にある湖沼である。白山国立公園の区域に属している。

## 概要
九頭竜川の支流である打波川の上流、幅ヶ平にある周囲400m、水深最大4.5mの池である。刈込池に流れ込む小川はあるものの、流れ出る河川がなく一定の水位が保たれている。周囲はブナやミズナラなどの広葉樹に覆われている。
福井県を代表する紅葉スポットのひとつであり、秋には湖面に赤や黄色に色づいた広葉樹、雪化粧した三ノ峰が湖面に映し出される。また、刈込池には年間約1万人の観光客が訪れている。
駐車場がある小池公園からは徒歩で約1時間のコースとなっており、途中石段と急な坂を通ることになる。

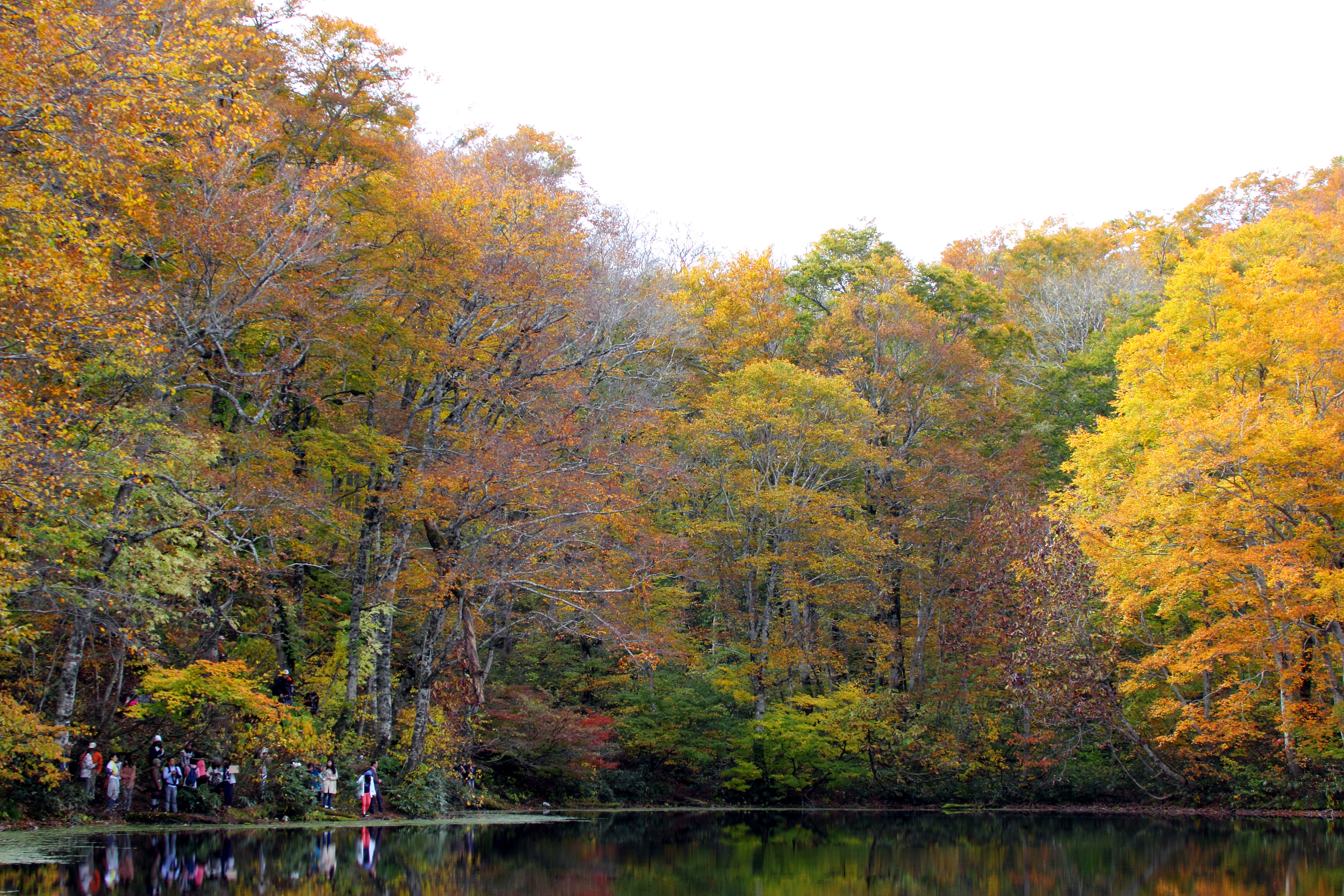
刈込池湖畔風景
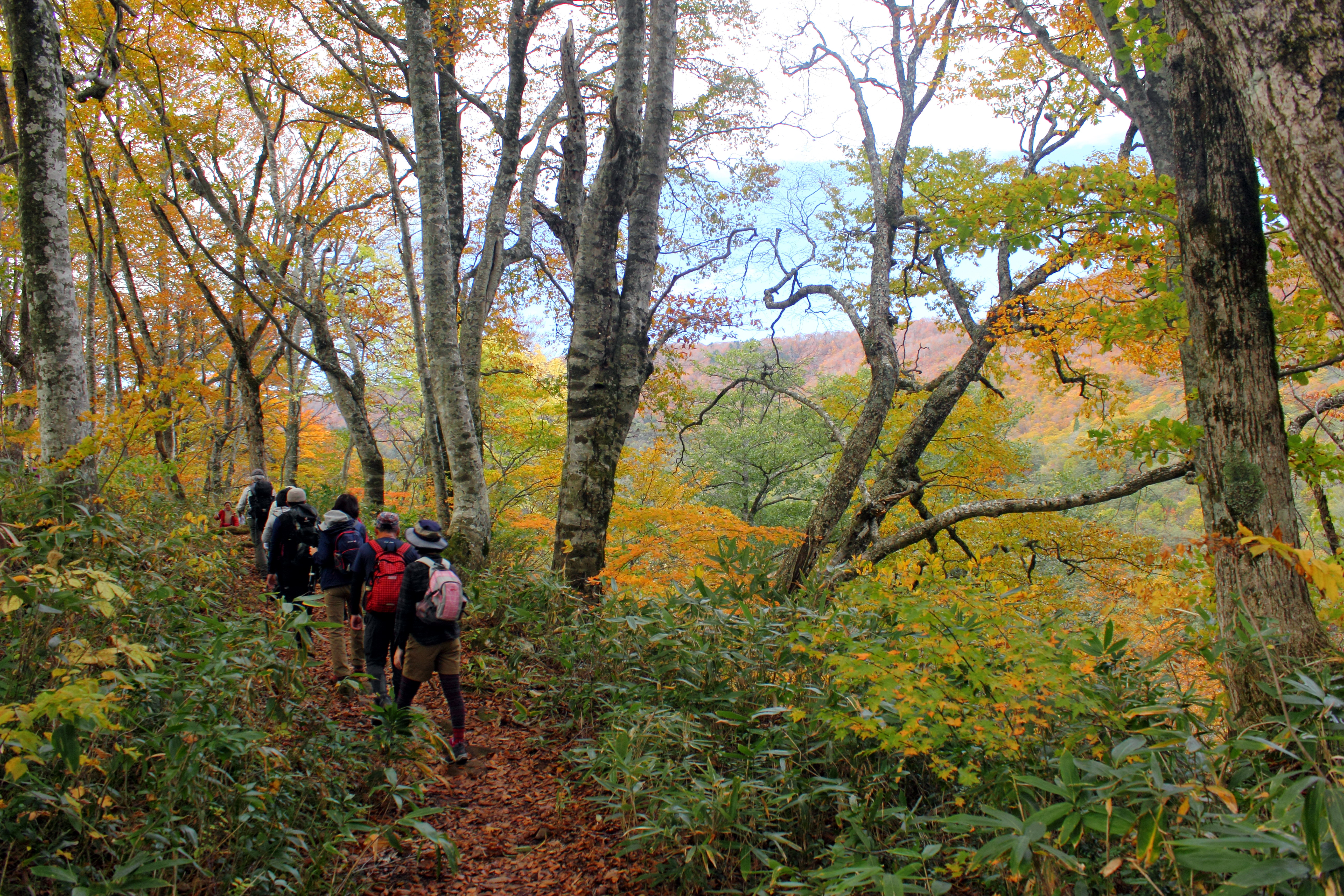
刈込池までトレッキング
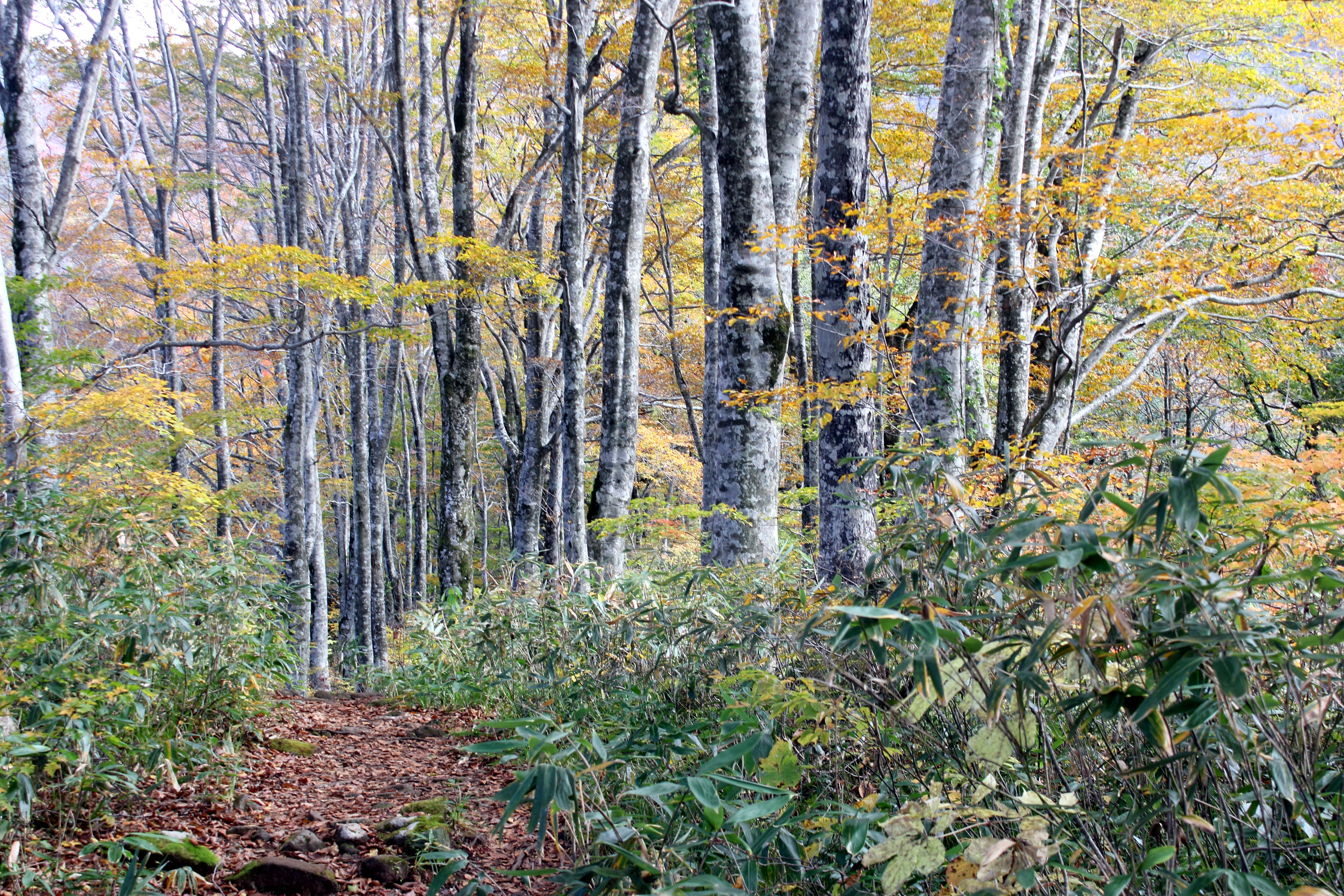
刈込池周辺のブナ林
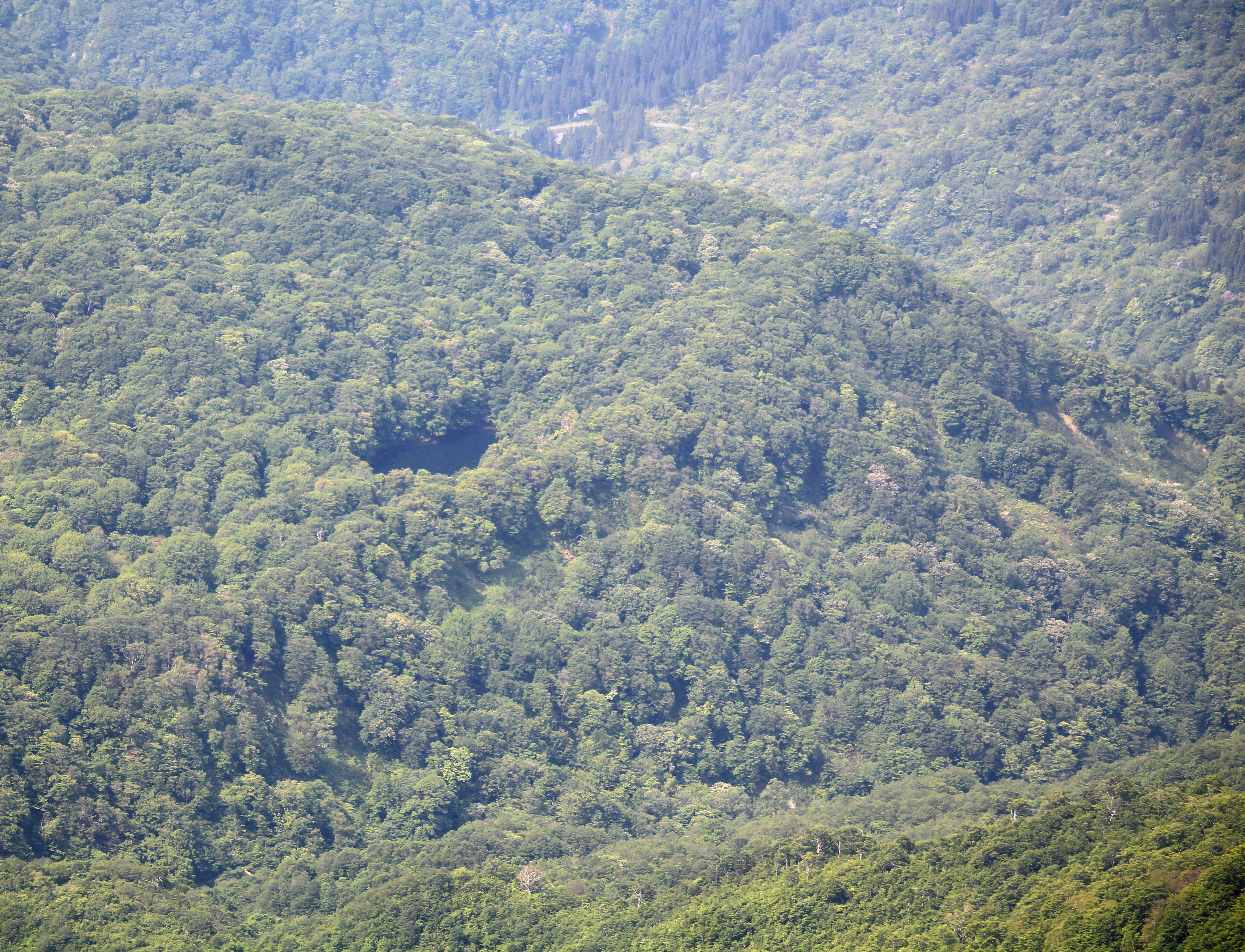
三ノ峰から望む夏の刈込池

## 名前の由来
泰澄大師が白山に棲んでいた大蛇を分けて刈り込み、この池に封じ込めたという伝説があるとされる。

## アクセス道路
刈込池へは、西日本旅客鉄道（JR西日本）越美北線（九頭竜線）勝原駅付近の国道158号から分岐する福井県道173号上小池勝原線が唯一のアクセス道路となる。
2022年（令和4年）10月に発生した土砂崩れに伴い、上小池勝原線の鳩ヶ湯以北の区間が通行止めとなった。福井県は災害復旧工事を進め同年10月22日に日中に限り通行できるよう開通した（11月6日までの期間限定）。11月6日から冬季閉鎖となり再度通行止めとなったが、全面復旧の見通しは未定となっている（2023年時点）。